# Valandovo
Valandovo is een stad en gemeente in het zuidoosten van Noord-Macedonië.  

## Geschiedenis

### Oude periode
Bewijzen van leven kunnen worden gevonden vanaf de 10e-7e eeuw v. Chr. Er is een nederzetting die bekend staat als Mal Konstantinopol (Klein Constantinopel) uit de Romeinse tijd, en het leven in de Middeleeuwen wordt gemarkeerd door Markovi Kuli. In de omgeving van de stad bevinden zich ook twee zeer belangrijke archeologische vindplaatsen - De Isar, Marvinci, en de kennis die deskundigen hebben over het bestaan van de antieke stad Idomenae. 
Zeer interessante en belangrijke ontdekkingen zijn ook de antieke mozaïeken van Valandovo, de necropolis die in de buurt van Dedeli werd ontdekt en die dateert uit de ijzertijd, het klooster en de kerk gewijd aan Sint-Joris, enz. Op de heuvel Isar, bij het dorp Marvinci in de buurt van de stad Valandovo, bevindt zich een gemeenschap uit de vroeg-antieke periode die behoorde tot het Zuid-Macedonische gebied met de naam Amphacsitida in het Oudgrieks dat "van beide kanten van Axios (rivier)" betekent. De vele lagen van deze gemeenschap getuigen van een permanentie zonder noemenswaardige onderbrekingen, waar de tijd erin geslaagd is de vroegste sporen van haar bestaan te bewaren. De heuvel is 40 tot 45 meter hoog en ligt boven de monding van de rivier Anska, die uitmondt in de rivier Vardar.
De akropolis van de stad werd versterkt door verdedigingsbolwerken. De meeste architectonische vondsten wijzen op het bestaan van profane woonobjecten, terwijl de laatste fase het mogelijke bestaan van een keramiekwerkplaats aantoont. De bouwmethode in de vroegere primitieve fasen verschilt sterk van die in de laatste fasen. Volgens de archeologische vondsten werd de stad voor het eerst verwoest in de 3e eeuw v. Chr., ten tijde van de Keltische invasie in 279 v. Chr. Uit het opgegraven bouwmateriaal blijkt de culturele en economische ontwikkeling van de stad gedurende de eeuwen van haar bestaan. In de 5e en 4e eeuw v. Chr. werden voorraden ingevoerd uit Korinthe en Ionië, in Klein-Azië. In de graven werd aardewerk uit de ijzertijd gevonden en Griekse amforen uit de klassieke en laat-hellenische periode. Naast de geïmporteerde keramiek uit de grote productiecentra zijn er ook plaatselijke keramische producten met een inheemse traditie en die vaak Griekse vormen nabootsen.
Tijdens de Helleense periode waren de verbindingen met de naburige toonaangevende culturele centra in Macedonië: Pela, Beroia, Amphipolis en Thessalonica werden versterkt. Keramiekplastiek, juwelen en munten werden in het patroon van deze ontwikkelde centra vervaardigd. De antieke stad aan de Isar verzekerde haar economische ontwikkeling door landbouw, veeteelt en mijnbouw. De talrijke mijnen in de streek, evenals het pottenbakkersambacht, bleven als traditie voortbestaan in de Romeinse periode.

### Moderne periode
Aan het eind van de 19e en het begin van de 20e eeuw maakte Valandovo deel uit van de Salonica Vilayet van het Ottomaanse Rijk. In 1913, als gevolg van de Balkanoorlogen, werd de stad een deel van het Koninkrijk Servië, dat in 1918 toetrad tot het Koninkrijk van de Serviërs, Kroaten en Slovenen. Van 1929 tot 1941 maakte Valandovo deel uit van de Vardar Banovina van het Koninkrijk Joegoslavië. Van 1941 tot 1944, tijdens de bezetting van Joegoslavië door de As, werd Valandovo, net als het grootste deel van Vardar Macedonië, door het Koninkrijk Bulgarije geannexeerd.

## Geografie en klimaat
De stad en haar omgeving hebben een ideaal mediterraan klimaat en geven de indruk van een grote tuin met de bekende en smakelijke Valandovijgen en granaatappels, maar ook met andere groenten en vruchten in het vroege voorjaar.

## Bevolking en etniciteiten
Volgens de volkstelling van 2002 telt de gemeente Valandovo 11.890 inwoners.
De etnische structuur van de bevolking die in Valandovo woont, is als volgt
Macedoniërs: 9.830 (82,67%)
Turken: 1.333 (11,21%)
Roma: 32 (0,27%)
Serviërs: 639 (5.37%)
Bosniakken: 1
Vlachsen: 1
Anderen: 52 (0.45%)

## Muziek Festival
Valandovo staat bekend om zijn jaarlijkse muziekfestival waaraan de beste volkszangers uit Macedonië deelnemen. Het eerste festival ontstond als gevolg van de continuïteit van de rijke en lange muziektraditie van deze regio. Het werd gehouden in 1985 en groeide uit tot een nieuwe traditie die vanaf het allereerste begin werd gepromoot. Al meer dan 20 jaar presenteert het festival waardevolle muziek en heeft het een grote nationale betekenis gekregen.
De hoofdorganisatoren van het festival werden vanaf het prille begin geconfronteerd met enkele problemen en moeilijkheden, maar desondanks gaven zij hun idee nooit op. Het festival werd al snel door het publiek aanvaard.
In 1989 werd een zomerfestivalpodium met 1.200 zitplaatsen gebouwd en alle voorstellingen van 1985-'89 werden op televisie uitgezonden en zo door 30.000 mensen gezien. De muziekproductie van Valandovo heeft 35 audio-cassettes, grammofoonplaten en videocassettes uitgebracht.
In 1993 werd het festival gehouden in Sydney, Australië.
Het FOLK FEST is toegelaten tot de FIDOV - de Wereldfederatie van Festivalorganisaties, met hoofdkantoor in Los Angeles, Verenigde Staten. Dit lidmaatschap maakt een wereldwijde presentatie van zowel Macedonië als het festival mogelijk. Het festival heeft ook verschillende prijzen ontvangen, onder andere een van Deutsche Welle, een Duitse radiozender, voor bijzondere prestaties onder onze immigranten.

## Sport
De plaatselijke voetbalclub is FK Pobeda en zij spelen in de Macedonische Derde Liga.

## Geboren
- Gjorge Ivanov (1960), president van Macedonië (2009-2019)
- Nano Ružin, presidentskandidaat voor de Republiek Macedonië in 2009
- Petar Gošev, gouverneur van de Nationale Bank van Noord-Macedonië
- Blagica Kaleva, volkszangeres